# Funiculina
Funiculina is een geslacht van zeeveren uit de familie van de Funiculinidae.

## Soorten
- Funiculina armata Verrill, 1879
- Funiculina parkeri Kükenthal, 1909
- Funiculina quadrangularis (Pallas, 1766)